# Edington (Somerset)
Pour les articles homonymes, voir Edington.
Edington est un village et une paroisse civile du Somerset, en Angleterre. Il est situé à une dizaine de kilomètres au nord-est de la ville de Bridgwater, dans le district de Sedgemoor. Au moment du recensement de 2011, il comptait 372 habitants.

## Étymologie
Le nom Edington dérive du vieil anglais tūn « domaine, ferme » suffixé à un nom de personne, qui pourrait être soit le masculin Ēadwine, soit le féminin Ēadwynn. Il est attesté dans le Domesday Book sous la forme Eduuintone.